# Exocentrus nanshanensis
Exocentrus nanshanensis är en skalbaggsart som beskrevs av Keiichi Kusama och Tahira 1978. Exocentrus nanshanensis ingår i släktet Exocentrus och familjen långhorningar.
Artens utbredningsområde är Taiwan. Inga underarter finns listade i Catalogue of Life.